# Bakou (Cameroun)
Pour les articles homonymes, voir Bakou (homonymie).
Bakou est une commune et un arrondissement du Cameroun, situés au sud du département du Haut-Nkam dans la région de l'Ouest, et couvrant une superficie de 250 km2 .

## Population
Lors du recensement de 2005, la commune comptait 5 255 habitants, dont 1 153 pour Bakou Ville.

## Structure administrative de la commune
Outre Bakou proprement dit, la commune comprend les villages suivants  :
- Baboutcha Fongan
- Bakambé
- Bakou Fontsinga
- Bakuini
- Balouk
- Bangouaka
- Fondjanti
- Fopouanga
- Komako
- Makouk
- Mboma

## Économie
Doté de réelles potentialités agricoles et touristiques, l'arrondissement de Bakou séduit par sa végétation luxuriante et sa faune variée. De plus, les nuages épais qui recouvrent régulièrement les cimes des montagnes lui rajoutent une éternelle note d'exotisme.
Une importante communauté japonaise y vit, et possède la plupart des commerces.